# Lithops
Lithops este un gen de plante suculente din familia Aizoaceae. Speciile din cadrul acestui gen sunt native din Africa sudică. Numele este derivat din greaca veche, unde λίθος (lithos) înseamnă piatră, iar ὄψ (ops) față, făcând referire la aspectul asemănător unei pietre a plantelor. 

## Taxonomie
Multe dintre specii au subspecii sau varietăți, iar unele au multe varietăți regionale, identificate după denumirile vechi sau locul habitatului. Identificarea speciilor se face în general după culoarea florii și modelele frunzei. 
| Denumire                                                   | Însemnătate                                                            |
| ---------------------------------------------------------- | ---------------------------------------------------------------------- |
| amicorum                                                   | al prietenilor                                                         |
| aucampiae                                                  | denumită după Juanita Aucamp                                           |
| bromfieldii                                                | denumită după H. Bromfield                                             |
| coleorum                                                   | denumită după Desmond & Naureen Cole                                   |
| comptonii                                                  | denumită după Prof. Harold Compton                                     |
| dinteri                                                    | denumită după Moritz Kurt Dinter                                       |
| divergens                                                  | lobi divergenți                                                        |
| dorotheae                                                  | denumită după Dorothea Huyssteen                                       |
| francisci                                                  | denumită după Frantz de Laet                                           |
| fulviceps (aka lydiae)                                     | cap arămiu                                                             |
| gesineae                                                   | denumită după Gesine de Boer                                           |
| geyeri                                                     | denumită după Dr. Albertus Geyer                                       |
| gracilidelineata                                           |                                                                        |
| hallii (aka salicola var. reticulata)                      | denumită după Harry Hall                                               |
| helmutii                                                   | denumită după Helmut Meyer                                             |
| hermetica                                                  | denumită după the location 'hermetically sealed', Sperrgebiet          |
| herrei                                                     | denumită după Adolar 'Hans' Herre                                      |
| hookeri (aka dabneri, marginata, turbiniformis var. lutea) | denumită după Sir Joseph Hooker                                        |
| julii (aka fulleri)                                        | denumită după Dr. Julius Derenberg                                     |
| karasmontana                                               | denumită după the Karas Mountains                                      |
| lesliei                                                    | denumită după T. N. Leslie                                             |
| localis (aka terricolor, peersii)                          | al locului                                                             |
| marmorata (aka diutina, framesii, umdausensis)             | de marmură                                                             |
| meyeri                                                     | denumită după Rev. Gottlieb Meyer                                      |
| naureeniae                                                 | denumită după Naureen Cole                                             |
| olivacea                                                   | verde-oliv                                                             |
| optica (aka rubra)                                         | ca un ochi                                                             |
| otzeniana                                                  | denumită după M. Otzen                                                 |
| pseudotruncatella                                          | confundată cu Conophytum truncatum (aka Mesembryanthemum truncatellum) |
| ruschiorum                                                 | denumită după Rusch family                                             |
| salicola                                                   |                                                                        |
| schwantesii                                                | denumită după Gustav Schwantes                                         |
| vallis-mariae                                              | denumită după the location Mariental (Latinised)                       |
| verruculosa                                                | verucos                                                                |
| villetii (aka deboeri)                                     | denumită după Dr. C. T. Villet                                         |
| viridis                                                    | verde                                                                  |
| werneri                                                    | denumită după Werner Triebner                                          |